# Хјуберт Хамфри
Хјуберт Хорејшио Хамфри мл. (енгл. Hubert Horatio Humphrey, Jr.; Волас, 27. мај 1911 — Вејверли, 13. јануар 1978) био је амерички политичар. Током мандата председника Линдона Џонсона служио је као 38. потпредседник Сједињених Држава. Хамфри је у два мандата представљао Минесоту у Сенату, и био је парламентарни организатор Демократске странке. Основао је Демократску-фармерску-радничку партију Минесоте и Акцију Американци за демократију. Такође је био градоначелник Минеаполиса, од 1945. до 1949. године. Хамфри је био председнички кандидат Демократске странке на изборима 1968. али је изгубио од републиканског кандидата, Ричарда Никсона.